# Campylopus flagellifer
Campylopus flagellifer är en bladmossart som beskrevs av Georg Friedrich von Jaeger 1872. Campylopus flagellifer ingår i släktet nervmossor, och familjen Dicranaceae. Inga underarter finns listade i Catalogue of Life.